# 2016年リオデジャネイロオリンピックの南スーダン選手団
2016年リオデジャネイロオリンピックの南スーダン選手団(2016ねんリオデジャネイロオリンピックのみなみスーダンせんしゅだん)は、2016年8月5日から8月21日までブラジルのリオデジャネイロで開催されたリオデジャネイロオリンピック南スーダン選手団の名簿。2011年に独立後、最初に開催された2012年のロンドンオリンピックには独立参加選手団として参加したが、2015年の第128次IOC総会にて南スーダンのNOCが国際オリンピック委員会へ加盟することが認められ、今大会からオリンピックに参加することとなった。

## 選手団
- 人員: 選手 3人
- 開会式旗手: グオル・マリアル

## 種目別選手・スタッフ名簿及び成績

### 陸上競技
| 選手                   | 種目         | 予選            | 予選 | 準決勝   | 準決勝   | 決勝          | 決勝     |
| 選手                   | 種目         | 結果            | 順位 | 結果     | 順位     | 結果          | 順位     |
| ---------------------- | ------------ | --------------- | ---- | -------- | -------- | ------------- | -------- |
| サンティノ・ケニー     | 男子1500m    | 3分45秒27       | 12着 | 予選敗退 | 予選敗退 | 予選敗退      | 予選敗退 |
| グオル・マリアル       | 男子マラソン | -               | -    | -        | -        | 2時間22分45秒 | 82位     |
| マーガレット・ハッサン | 女子200m     | 26秒99 (自己新) | 8着  | 予選敗退 | 予選敗退 | 予選敗退      | 予選敗退 |